# Madagaskars herrlandslag i volleyboll
Madagaskars herrlandslag i volleyboll representerar Madagaskar i volleyboll på herrsidan. Laget har deltagit i afrikanska mästerskapet, afrikanska spelen och indiska oceanspelen.

### Fotnoter
1. ↑  ”African Games 1965” (på engelska). Volleybox. https://volleybox.net/men-african-games-1965-o6299. Läst 1 november 2023.
2. ↑  Todor Krastev. ”Men Volleyball II Africa Championship 1971 Cairo, Egypt - July - Winner Tunisia (2nd)” (på engelska). http://todor66.com/volleyball/Africa/Men_1971.html. Läst 18 april 2024.
3. ↑  Todor Krastev. ”Men Volleyball IV Africa Championship 1979 Tripoli, Libya - 09-15.11 - Winner Tunisia (3rd)” (på engelska). http://todor66.com/volleyball/Africa/Men_1979.html. Läst 31 oktober 2023.
4. ↑  ”Indian Ocean Island Games 2018/19” (på engelska). Volleybox. https://volleybox.net/men-indian-ocean-island-games-2018-19-o10165. Läst 1 november 2023.
5. ↑  Senaste tillfället då någon kontrollerade att de inmatade tabelluppgifterna stämmer. Uppgifter kan ha matats in senare utan att kontrolleras av någon annan